# Rusty Ridge
Rusty Ridge är en bergstopp i Östantarktis. Toppen ligger 126 meter över havet, eller 123 meter över den omgivande terrängen. Bredden vid basen är 3,1 km. Australien gör anspråk på området.
Terrängen runt Rusty Ridge är platt åt nordväst, men åt sydost är den kuperad. Havet är nära Rusty Ridge åt nordväst. Närmaste befolkade plats är Zhongshan Station, 3,4 kilometer nordost om Rusty Ridge. 